# Marina Kuzina
Marina Vjačeslavovna Kuzina, coniugata Bas (in russo Марина Вячеславовна Кузина?; Mosca, 19 luglio 1985), è una cestista russa.

## Carriera
Con la Russia ha disputato due edizioni dei Giochi olimpici (Pechino 2008, Londra 2012), i Campionati mondiali del 2010 e cinque edizioni dei Campionati europei (2005, 2009, 2011, 2013, 2015).